# Ocin
Ocin – wieś w Polsce położona w województwie łódzkim, w powiecie sieradzkim, w gminie Wróblew.
W latach 1975–1998 miejscowość administracyjnie należała do województwa sieradzkiego.
Była ona na granicy pomiędzy dwoma majątkami Kościerzynem i Kobierzyckiem. W 1902 r. wieś przecięła linia kolejowa. Później przecięła ją trasa Sieradz – Kalisz.
Przez miejscowość przebiega turystyczny szlak im. Władysława Reymonta (zielony).